# Lago Mulargia
Il lago del Mulargia si trova in Sardegna, al confine della provincia di Nuoro, e ricade nei territori dei comuni di Orroli e Siurgus Donigala. 

È un lago artificiale creato tra il 1951 e il 1958 a seguito della costruzione di una diga posta lungo il corso del rio Mulargia. L'invaso però è principalmente alimentato dall'acqua del Flumendosa, proveniente dal vicino lago Basso del Flumendosa, grazie ad una galleria artificiale lunga 6 km, che unisce i due laghi. 

Dal lago Mulargia ha inizio un sistema di condotte idriche, parte in galleria e parte in superficie, che porta l'acqua fino al Campidano di Cagliari; tale acqua è utilizzata per irrigare la fertile pianura e per approvvigionare di acqua potabile la città di Cagliari ed una quarantina di centri minori. Durante il suo percorso, alimenta anche le centrali idroelettriche di Uvini e di S.Miali.
Sul lago è possibile praticare il canottaggio. Di grande interesse l'escursione su battello con le partenze previste sia da Siurgus Donigala che da Orroli. La zona su cui ricade il territorio del lago è ricca di vestigia archeologiche di grande importanza, come il nuraghe Arrubiu di Orroli.